# Huschai
Huschai (hebräisch חוּשַׁי ḥûšaj) ist der Name einer Person, die in der Bibel im Samuelbuch vorkommt. Auch in 1. Könige und im 1. Chronikbuch taucht die Person auf.

## Etymologie
Die hebräische Verbalwurzel חושׁ ḥûš kann zum einen sich beeilen und zum anderen genießen bedeuten. Möglicherweise leitet sich der Name auch vom hebräischen Wort שַׁי šaj ab, das Geschenk bedeutet. Hans Rechenmacher gibt zwei Deutungsmöglichkeiten an; demnach ist Huschai entweder (in Anschluss an Martin Noth) eine rudimentäre Kurzform von der Verbalwurzel חשׁב ḥšv, deutsch ‚anrechnen‘ und vielleicht „(Gott) hat angerechnet“ zu übersetzen oder es handelt sich um eine Kurzform von אֲחוּשַׁמָע* *’ǎḥûšamā‘ mit der Bedeutung „Bruder hat gehört“.
Die Septuaginta gibt den Namen als Χουσι Chūsi wieder, die Vulgata als Husai.

## Herkunft
Im Samuelbuch wird Huschai als Arkiter bezeichnet. Die Arkiter waren vermutlich ein nichtisraelitisches Volk und werden im Josuabuch als Nachbarvolk des Stammes Ephraim erwähnt.

## Erwähnung in der Bibel
Huschai ist ein Diener König Davids und ist entscheidend an dessen Sieg über seinen Sohn Abschalom beteiligt, der an seiner statt König werden will. Er kommt ihm entgegen, als David vor dem Aufstand seines Sohnes Abschalom aus Jerusalem flieht. Huschai will sich David anschließen, wird von diesem aber zurück nach Jerusalem geschickt, wo er sich in den Dienst Abschaloms stellen und den David nach wie vor treu ergebenen Priestern Zadok und Abjatar Berichte aus dem Königspalast geben soll.
 In Jerusalem angekommen kann er das Vertrauen Abschaloms gewinnen und wird zu einem seiner Berater.
 Dies nutzt Huschai, um Abschalom dazu zu bringen, den Rat eines seiner anderen Ratgeber, Ahitofel, nicht zu befolgen.
 Jener hat zuvor vorgeschlagen, David sofort nachzusetzen, um ihn endgültig zu vernichten, wenn er und seine Streitkräfte durch den Rückzug besonders verwundbar seien. Huschai argumentiert dagegen, dass David in diesem Falle nur umso entschlossener kämpfen würde und schlägt im Gegenzug vor, dass Absalom erst einmal ganz Israel in Jerusalem versammle, um David mit vereinten Kräften zu schlagen. Diese List Huschais gelingt. Er veranlasst, dass David gewarnt werde und sich unverzüglich über den Jordan zurückziehe. Dies tut David und das führt dazu, dass Abschaloms Streitkräfte dort von denen Davids vernichtend geschlagen werden können.
Im Königebuch wird Huschais Sohn Baana als einer der Beamten Salomons genannt. Im Chronikbuch wird Huschai kurz als Freund König Davids erwähnt.

## Huschai in der jüdischen Überlieferung
In der jüdischen Überlieferung taucht Huschai nur sehr spärlich auf. Eine im babylonischen Talmud (Traktat Sanhedrin, Kap. 11, S. 107a) enthaltene Legende handelt davon, wie Huschai David davon abgehalten habe, Götzendienst zu begehen: Verzweifelt über die drohende Niederlage gegen seinen Sohn beschließt David, Opfer für Götzen darzubringen, damit seine ihm unerklärliche Niederlage später auf diesen Umstand zurückgeführt werden könne. Huschai verhindert dies, indem er David darauf aufmerksam macht, dass seine Niederlage eine Strafe dafür sei, dass er Abschaloms Mutter Maacha geheiratet habe, obwohl jene eine Kriegsgefangene gewesen sei. Obwohl diese Praxis in der Thora eigentlich erlaubt ist (Deut 21,10 ), wird in dieser Legende eine Verbindung zur nur wenige Verse danach stehenden Vorschrift gezogen, wonach ungehorsame Kinder zu steinigen seien. Unartige Söhne seien demnach eine Folge der Eheschließung mit kriegsgefangenen Frauen (Deut 21,18 ).